# Alexovice
Alexovice (německy Alexowitz) jsou vesnice, část města Ivančice v okrese Brno-venkov v Jihomoravském kraji. Nacházejí se v Boskovické brázdě. Žije zde 535 obyvatel.

## Historie
O vzniku Alexovic neexistují žádné písemné zprávy, vesnice je však určitě mladší než sousední Němčice, z jejichž katastru byly vyčleněny. Zakladatelem Alexovic byl nejspíše zeman Alexa, ale ani o jeho původu nejsou v historických pramenech zprávy. První písemná zmínka o Alexovicích pochází z roku 1533, kdy Jan z Lipé Alexovice prodal, po čtyřiceti letech je však opět získal zpět.
V roce 1526 se na Moravu přistěhovala sekta novokřtěnců (jinak toufarů nebo habánů), která byla v německých zemích pronásledována. Část se jich usadila i v Alexovicích. Tam měli v užívání hospodářská stavení bývalé tvrze a rozvinuli v nich významnou řemeslnou výrobu. Vyznali se i v lékařství a jejich služeb využíval také Karel starší ze Žerotína. Habánská komunita byla bohatou obcí, z níž měla užitek také vrchnost. Ke konci své existence čítala komunita okolo 400 dospělých osob. Patrně měli i svou vlastní školu. Po bitvě na Bílé hoře skončila náboženská tolerance a nová vrchnost – Lichtenštejnové – začali prosazovat katolictví. Na podzim roku 1622 museli habáni odevzdat majetek a do čtyř týdnů se vystěhovat. Někteří habáni se pokusili přizpůsobit se novým poměrům, ale v roce 1628 vyšlo nařízení, které habány vypudilo z Alexovic úplně. Po jejich odchodu nastal velký úpadek obce, proto tu Lichtenštejnové zřídili papírnu, která fungovala až do roku 1839, kdy ji téměř zničily povodně.
Dále je historie Alexovic spojena s textilní výrobou, která tu začala už na počátku čtyřicátých let 19. století. S touto tradicí v Alexovicích začal syn brněnského továrníka Filipa Wiliama Skena Alfred (starosta Brna v letech 1864–1866). Kromě rozvoje textilního průmyslu se zasloužil i o zvelebení obce a jejího okolí – dal například vybudovat novou, novogotickou kapli. Avšak období, kdy on a později i jeho syn Louis Skene v Alexovicích působil, se vyznačovalo násilnou germanizací – v roce 1900, kdy měly Alexovice 227 obyvatel, se k německé národnosti hlásila více než polovina z nich. Ale poté, co přenechal Louis Skene továrnu svému společníkovi Alfredu Placzkovi (1913) bylo ze 365 obyvatel obce 326 Čechů, 38 Němců a jeden Polák (podle sčítání lidu z roku 1921). Alexovice zřejmě nikdy neměly vlastní školu.[zdroj?]
Do roku 1948[zdroj⁠?!] byly samostatnou obcí, od roku 1949 jsou Alexovice součástí města Ivančice.

## Obyvatelstvo
| Rok            | 1869 | 1880 | 1890 | 1900 | 1910 | 1921 | 1930 | 1950 | 1961 | 1970 | 1980 | 1991 | 2001 | 2011 | 2021 |
| -------------- | ---- | ---- | ---- | ---- | ---- | ---- | ---- | ---- | ---- | ---- | ---- | ---- | ---- | ---- | ---- |
| Počet obyvatel | 307  | 268  | 256  | 227  | 329  | 365  | 466  | 568  | 605  | 554  | 524  | 514  | 568  | 537  | 535  |
| Počet domů     | 36   | 29   | 33   | 35   | 36   | 43   | 87   | 131  | —    | 142  | 146  | 157  | 163  | 166  | 173  |

Vývoj počtu obyvatel

## Pamětihodnosti
- kaple Panny Marie Lextinské
- krucifix (na rozcestí)
- přírodní památka Pekárka
- památné stromy Skeneho platany

## Galerie

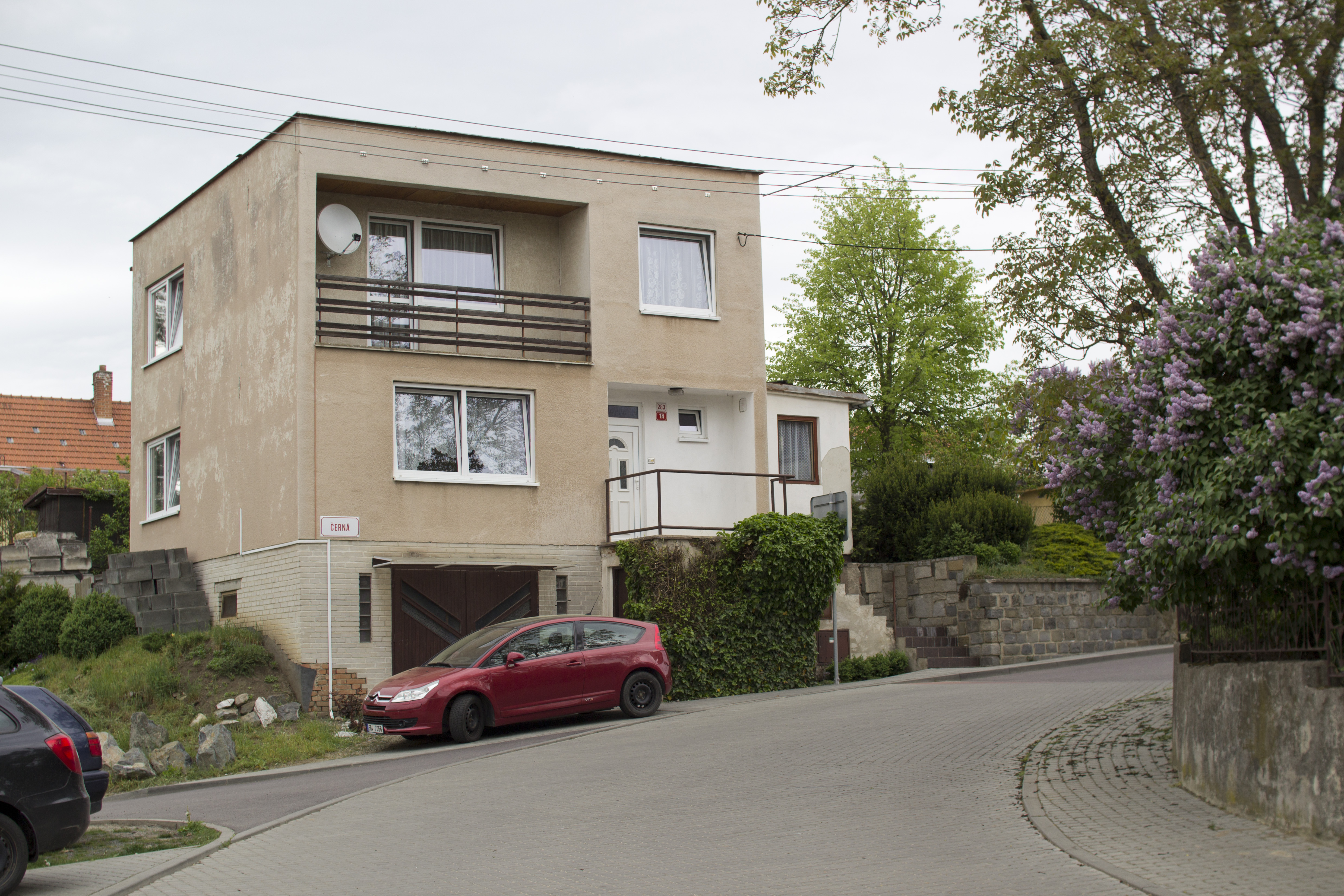
Vila v Černé ulici
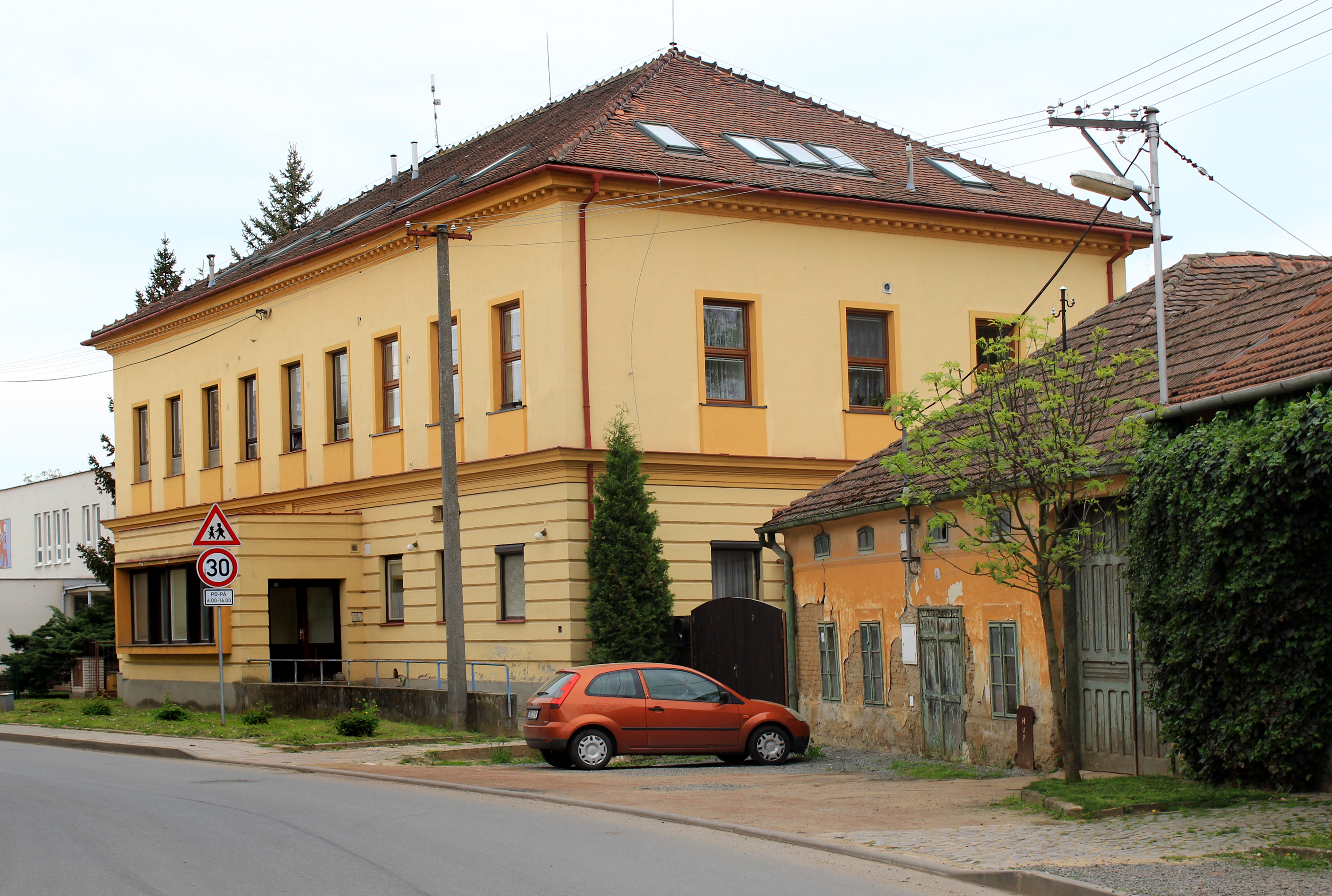
Bývalá škola
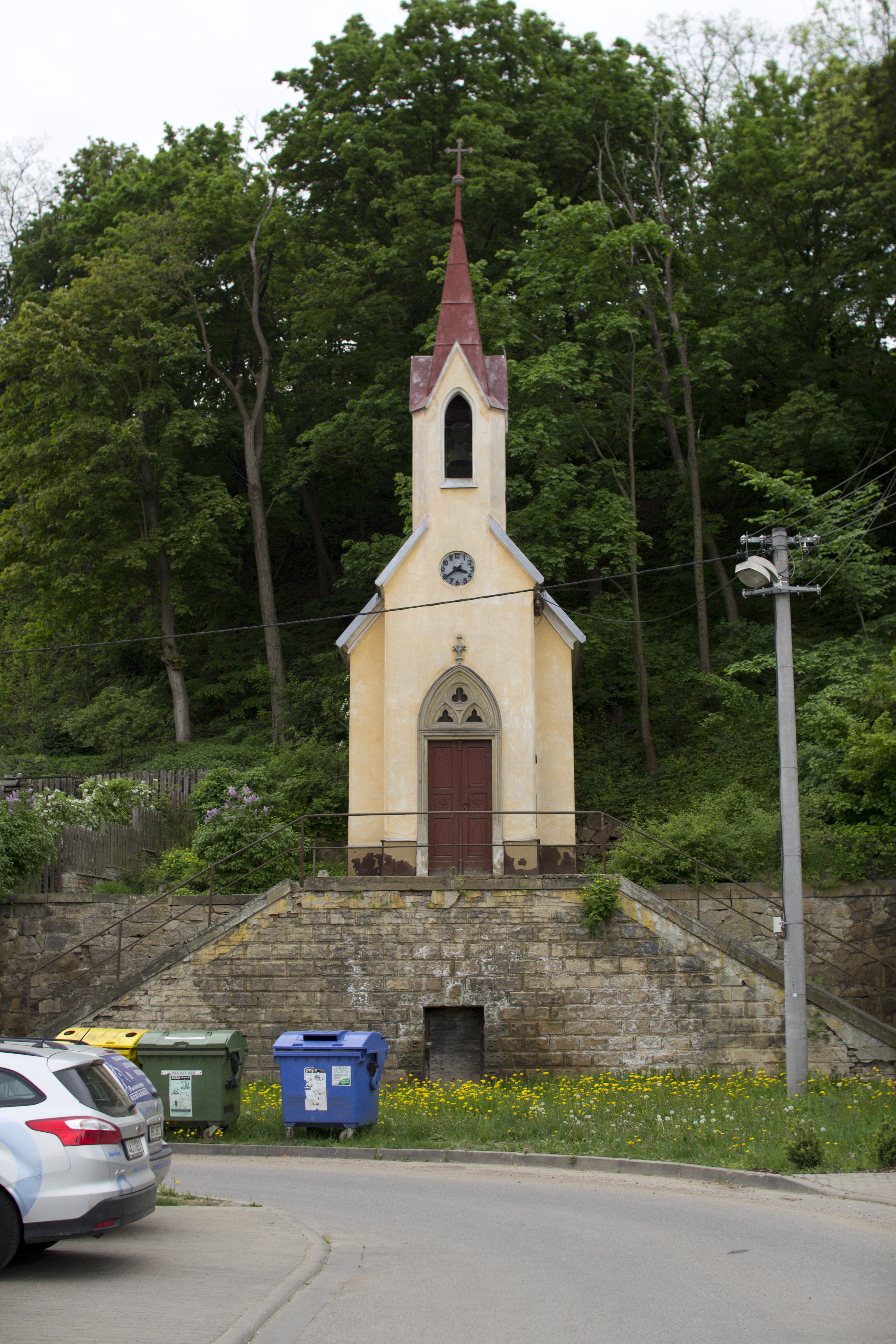
Kaple s hodinami
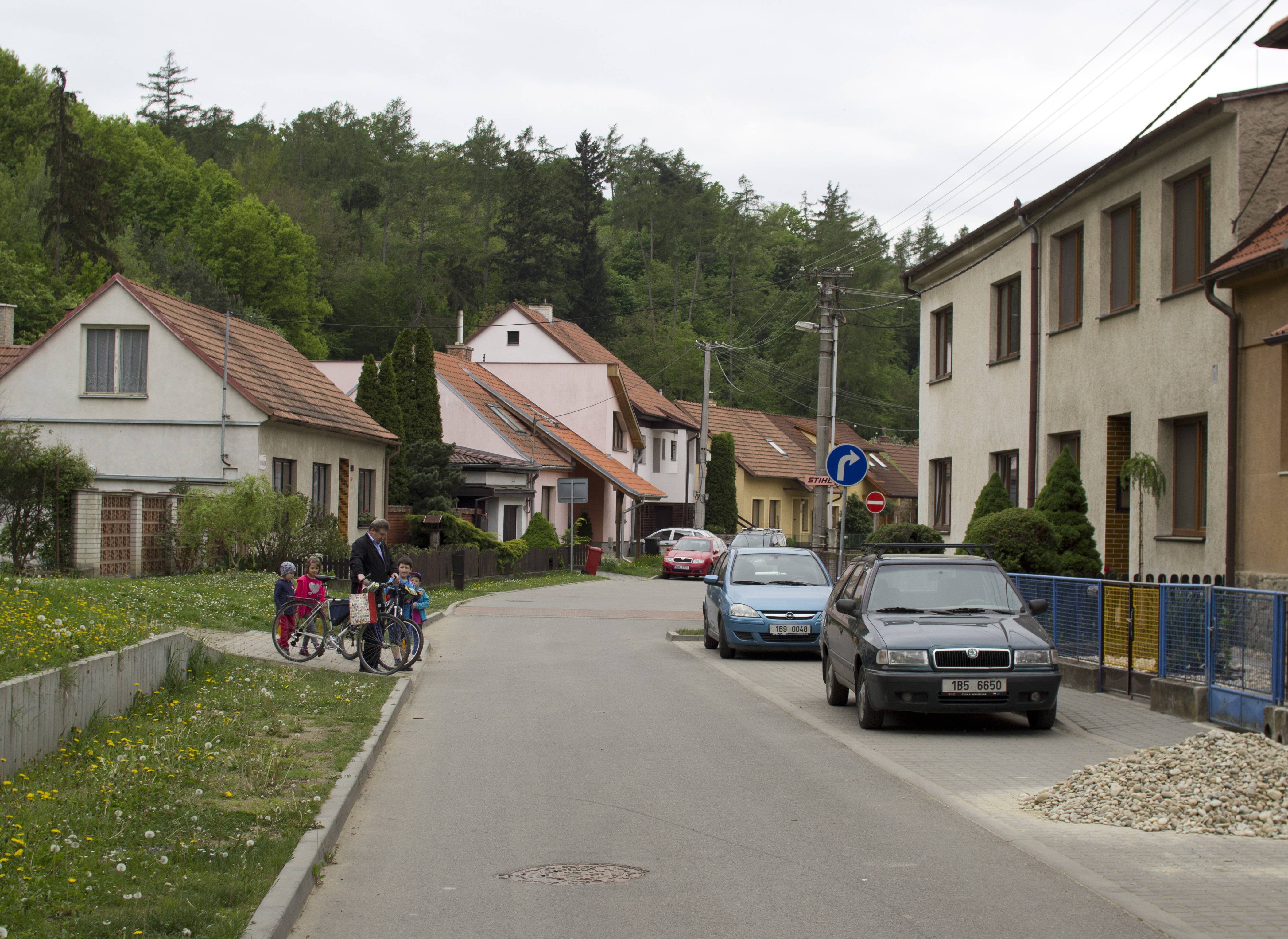
Ulice Pod Hájkem